# Bộ Quốc phòng (Campuchia)

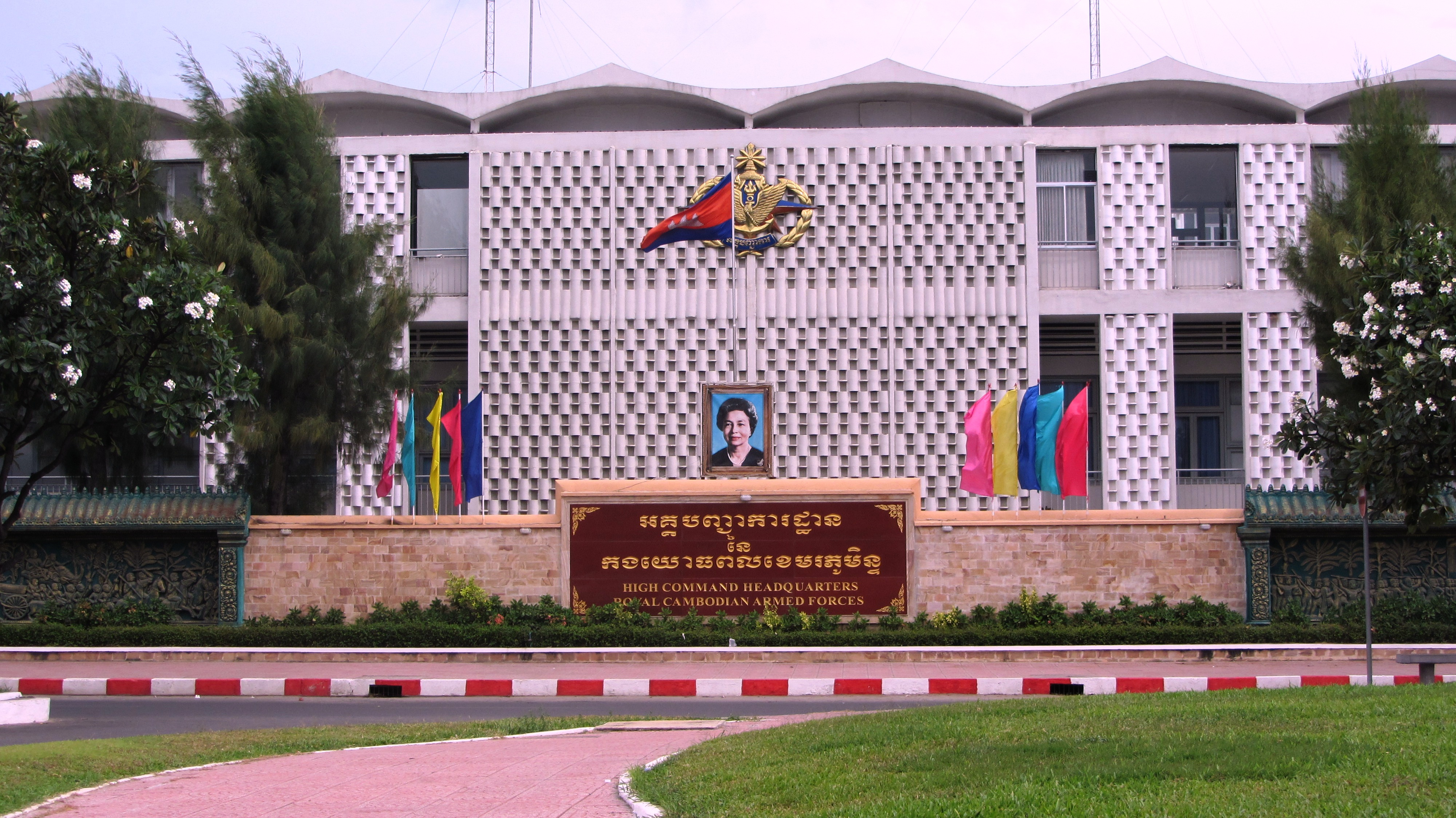
Bộ Tư lệnh Tối cao Quân đội Hoàng gia Campuchia.

Bộ Quốc phòng (tiếng Khmer: ក្រសួងការពារជាតិ, UNGEGN: Krâsuŏng Karpéar Chéatĕ) chịu trách nhiệm giám sát tất cả các cơ quan và chức năng của chính phủ liên quan trực tiếp đến an ninh quốc gia và Quân đội Hoàng gia Campuchia. Bộ trưởng Bộ Quốc phòng hiện nay là Tea Seiha.

## Khu hành chính
Bộ Quốc phòng được chia thành 6 khu hành chính.
- Trụ sở Bộ Tư lệnh Tối cao Quân đội Hoàng gia Campuchia
- Bộ Tư lệnh Lục quân – Lục quân Hoàng gia Campuchia
- Bộ Tư lệnh Hải quân – Hải quân Hoàng gia Campuchia
- Bộ Tư lệnh Không quân – Không quân Hoàng gia Campuchia
- Bộ Tư lệnh Hiến binh – Hiến binh Hoàng gia Campuchia

## Lịch sử

### Trước năm 1970
Trước tháng 3 năm 1970, Bộ Tổng Tham mưu Lực lượng Vũ trang Hoàng gia Khmer (FARK) nằm dưới sự chỉ huy và kiểm soát của Tư lệnh Tối cao Lực lượng Vũ trang và Nguyên thủ quốc gia. Vào thời điểm đó, Hoàng thân Norodom Sihanouk đều nắm giữ cả hai chức danh nêu trên. Bộ Tổng tham mưu kiểm soát ba quân chủng với trụ sở chính cũng đóng vai trò là tổng bộ và tham mưu cho Lục quân.

## Đội tuyển bóng đá
Bộ này còn duy trì cả một đội bóng đá. Câu lạc bộ của họ có tên là National Defense Ministry FC chơi ở giải đấu hàng đầu C-League của bóng đá Campuchia. Họ có nhiều chức vô địch Giải Vô địch Quốc gia Campuchia nhất với vị trí thứ ba.

## Danh sách Bộ trưởng
| Chân dung | Chân dung           | Tên gọi                       | Nhiệm kỳ             | Nhiệm kỳ             | Đảng phái |
| Chân dung | Chân dung           | Tên gọi                       | Từ                   | Đến                  | Đảng phái |
| --------- | ------------------- | ----------------------------- | -------------------- | -------------------- | --------- |
|           |                     | Lon Nol លន់ នល់ (1913–1985)     | 10 tháng 9 năm 1959  | 25 tháng 10 năm 1966 | Sangkum   |
|           |                     | Lon Nol លន់ នល់ (1913–1985)     | 7 tháng 6 năm 1968   | 18 tháng 3 năm 1970  | Sangkum   |
|           | 18 tháng 3 năm 1970 | Lon Nol លន់ នល់ (1913–1985)     | 9 tháng 10 năm 1970  | FARK (ARK)           |           |
|           | 9 tháng 10 năm 1970 | Lon Nol លន់ នល់ (1913–1985)     | 15 tháng 11 năm 1971 | FANK (ANK)           |           |
|           |                     | Son Sen សុន សេន (1930–1997)     | 15 tháng 1 năm 1976  | 7 tháng 1 năm 1979   | CPK       |
|           |                     | Pen Sovan ប៉ែន សុវណ្ណ (1936–2016) | 10 tháng 1 năm 1979  | 5 tháng 12 năm 1981  | KPRP      |
|           |                     | Chan Sy ចាន់ ស៊ី (1932–1984)      | 1981                 | 1982                 | KPRP      |
|           |                     | Bou Thang ប៊ូ ថង (1938–2019)    | 1982                 | 1986                 | KPRP      |
|           |                     | Tea Banh ទៀ បាញ់ (s. 1945)       | 1987                 | 1991                 | KPRP      |
|           | 1991                | Tea Banh ទៀ បាញ់ (s. 1945)       | 2004                 | CPP                  |           |
|           |                     | Tea Banh ទៀ បាញ់ (s. 1945)       | 27 tháng 6 năm 2006  | Hiện nay             | CPP       |